# Tirici, Hunedoara
Tirici este o localitate componentă a orașului Petrila din județul Hunedoara, Transilvania, România.